# もっと!モット!ときめき
「もっと!モット!ときめき」は日本の声優、金月真美の1枚目のシングル、及びそのタイトル曲である。シングルは1995年11月22日にKONAMIよりリリースされた。

## 解説
タイトル曲「もっと!モット!ときめき」の原曲は、金月がヒロイン・藤崎詩織の声を演じた恋愛シミュレーションゲーム『ときめきメモリアル』のオープニングテーマ曲「ときめき」。CD化に際して2番の歌詞やサビのリフレインなどが追加され、「もっと!モット!ときめき」となった。2番の歌詞がある「もっと!モット!ときめき」は、1994年11月3日発売のアルバム『CDドラマ ときめきメモリアル パート2 featuring 藤崎詩織』が初出である。後に『ときめきメモリアルドラマシリーズ』の『Vol.2 彩のラブソング』と『Vol.3 旅立ちの詩』やOVA版のオープニングテーマでも使われるが、これらで使用されたのは根岸貴幸によるアレンジバージョンで、OVA版のサウンドトラックの他、金月のアルバムでは『Touch and Go』に収録されている。
カップリング曲の「二人の時〜forever〜」の原曲は、同じく『ときめきメモリアル』の女の子から卒業式の日に伝説の樹の下で告白を受けた後に流れるエンディング（グッドエンディング、ハッピーエンディング）のテーマ曲「二人の時」（タイトルに「forever」がない）。ゲームで使用されている音源と、本シングルに収録された音源は異なる。ゲーム版音源の編曲者は土井一雄であり、またコーラスを広谷順子と下成佐登子の二人が担当している。本作収録の「〜forever〜」はコーラスが広谷順子・木戸やすひろ夫妻で、さらにバックコーラスを金月が担当している。またドラムスが打ち込みではなく生ドラムであり、間奏のギターソロフレーズも若干異なる。
なお、「二人の時」のゲーム版音源は、ゲームのサウンドトラックの他、金月のアルバムでは『たからもの』に収録されている。

## カバー
『ときめきメモリアル』シリーズのイメージソングに近い形で、後のシリーズ作品のメインヒロイン担当声優によるカバーが存在する。
『ときめきメモリアル2』
陽ノ下光役の野田順子によるバージョン「もっと!モット!ときめき'99」が同作オープニングテーマであるシングル「勇気の神様」に収録されている。なお、『ときめきメモリアル2 Substories』ではシリーズ全体のテーマ曲となっている。
『ときめきメモリアル3』
メインヒロインである牧原優紀子役の神田朱未によるバージョン「もっと!モット!ときめき2001」があり、同名シングルのタイトル曲となっている。
『ときめきアイドル』
真田小幸村役の高木友梨香によるバージョン「もっと！モット！ときめき」および、三田希少役の金田アキ、朝霧春子役早瀬莉花による「二人の時〜forever〜」のカバー「二人の時 Side SR」が収録されている。
その他、『ときめきメモリアル』シリーズ本編とは無関係なカバー・アレンジとしては、以下のものが存在する。
『ビーマニポケット ときめきメモリアル』『同2』
2000年に発売された携帯型液晶ミニゲームにて「ときめき」のインストアレンジ版を収録。両作品でアレンジが異なる。
『beatmania打打打!!』
2001年に発売されたPlayStation 2用タイピング音楽ゲームにて、「Motto! Motto! Tokimeki'99 (Punk Mix)」としてインストアレンジ版が収録された。アレンジはk-nzkが担当。
桂木桂馬 starring 下野紘
2011年発売のアルバム『「神のみぞ知るセカイ」キャラクター・カバーALBUM 〜選曲:若木民喜〜』に収録され、2012年発売のシングル『神のみキャラCD.神 桂木桂馬 starring 下野紘』でシングルカットされた。
『beatmania IIDX 22 PENDUAL』 / feat. 松下
2014年稼働のアーケード用音楽ゲームに「もっと!モット!ときめき feat.松下」としてカバーアレンジ版が収録された。アレンジは「シャイニング度胸兄弟」こと角田利之と脇田潤、歌唱はエグジットチューンズ所属の女性歌い手・松下が担当。

## 収録曲
1. もっと!モット！ときめき
  - 作詞：SANOPPI&2番を作らなくちゃネ!実行委員会 / 作曲・編曲：めたるゆーき
  - セガサターン用ソフト『ときめきメモリアル～forever with you～』CMソング
2. 二人の時〜forever〜
  - 作詞：ときめき作詞実行委員会 / 作曲：めたるゆーき / 編曲：たっぴー
  - スーパーファミコン用ソフト『ときめきメモリアル～伝説の樹の下で～』CMソング
  - OVA「ときめきメモリアル」Vol.2エンディングテーマ
3. もっと!モット！ときめき (KARAOKE)
  - 作曲・編曲：めたるゆーき
4. 二人の時〜forever〜 (KARAOKE)
  - 作曲：めたるゆーき / 編曲：たっぴー